# Právnická fakulta Univerzity Palackého
Právnická fakulta (PF) je třetí nejstarší fakultou Univerzity Palackého v Olomouci a druhou nejstarší právnickou fakultou v České republice z hlediska původního založení. Z hlediska obnovení v roce 1991 je pak třetí nejmladší v rámci Univerzity Palackého a druhou nejmladší v Česku. 

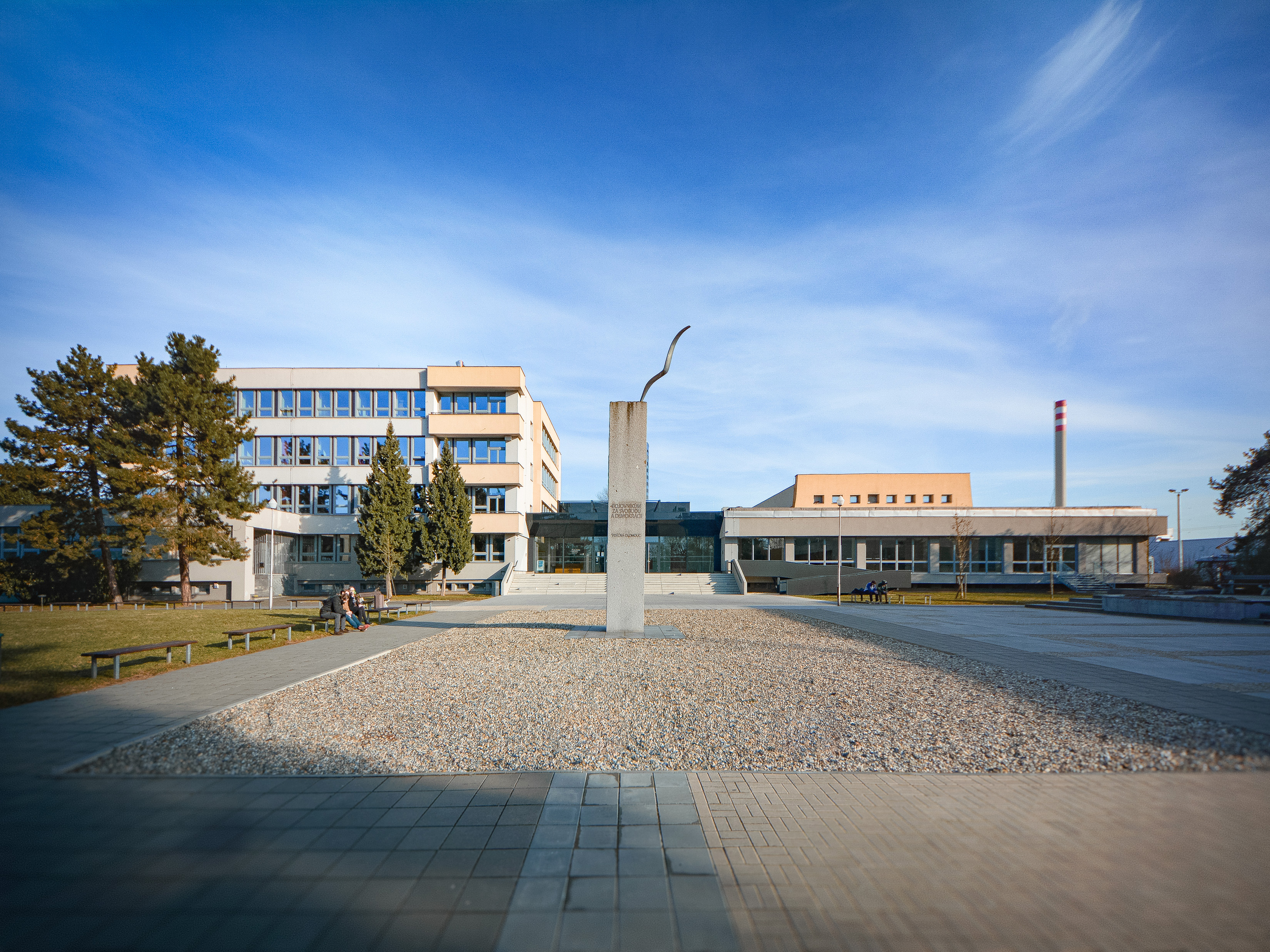
Právnická fakulta má dvě budovy, budova B.

Její moderní historie se začala psát v roce 1991, kdy vznikla jako první porevoluční právnická fakulta v tehdejším Československu. Obnovená právnická fakulta se pak stala jednou z průkopnic klinického vyučování na evropském kontinentu. Jejím posláním je šířit a podporovat hodnoty svobody, demokracie a občanské společnosti. Za svou misi v této oblasti získala v roce 1996 Cenu Hannah Arendtové.
Fakulta je laureátem Ceny Bezpečnostní rady státu za významný přínos v oblasti bezpečnostní politiky České republiky pro rok 2020. Bezpečnostní rada státu tak ocenila dlouhodobou a progresivní práci fakulty v otázkách bezpečnosti a v oblasti mezinárodního humanitárního a operačního práva.

## Historie
Zahájení výuky světského práva v Olomouci si vymohly v roce 1679 moravské stavy. Olomoucká právnická škola nabyla na významu zejména v letech 1748–1792, kdy se Olomouc stala předním centrem osvícenství v habsburské monarchii, a pak opět po navrácení univerzitních privilegií po roce 1827. Profesoři a studenti právnické fakulty patřili k nejaktivnějším stoupencům revoluce roku 1848. Následovalo uzavření fakulty v září 1855.
Přestože zákon o obnovení univerzity v Olomouci z roku 1946 předpokládal i obnovení právnické fakulty, k jejímu ustavení tehdy nedošlo. Zákon mohl dojít faktického naplnění až po sametové revoluci v roce 1991, sídlem fakulty se staly budovy bývalého sídla Okresního výboru KSČ na třídě 17. listopadu, kde se nachází dodnes. V roce 1996 na fakultě zahájila činnost první právní klinika ve střední Evropě. O deset let později činnost klinik zastřešilo Centrum pro klinické právní vzdělávání. 

## Studium
Fakulta zájemcům o studium nabízí tyto studijní programy:
- Pětiletý magisterský studijní program Právo a právní věda – pouze prezenční forma, včetně možnosti vykonat rigorózní zkoušku a získat titul JUDr.
- Tříletý bakalářský studijní program Právo ve veřejné správě
- Navazující magisterské programy – český program Evropské právo a politiky EU a anglický International and European law. (Studenti oboru Evropská studia oplývající excelentními znalostmi němčiny mohou využít možnosti joint degree programu s Univerzitou v Salcburku. Po absolvování dvoutýdenního semináře v Salcburku se mohou zapsat na jeden nebo na dva semestry na tamní právnické fakultě. Po splnění všech předpokladů získají studenti diplom jak Právnické fakulty Univerzity Palackého v Olomouci, tak i diplom Právnické fakulty Paris-Lodron-Universität Salzburg.[4])
- Doktorské studijní programy Teoretické právní vědy v pěti specializacích – Ústavní právo, Správní právo, Soukromé právo, Trestní právo, Evropské a mezinárodní právo, International and European law, Právní dějiny a římské právo, Právo a digitální technologie a Law and Digital Technologies. Doktorské programy lze studovat v českém a anglickém jazyce, v prezenční i kombinované formě.

Fakulta uskutečňuje i řízení habilitační a řízení ke jmenování profesorem.

## Katedry, centra a instituty

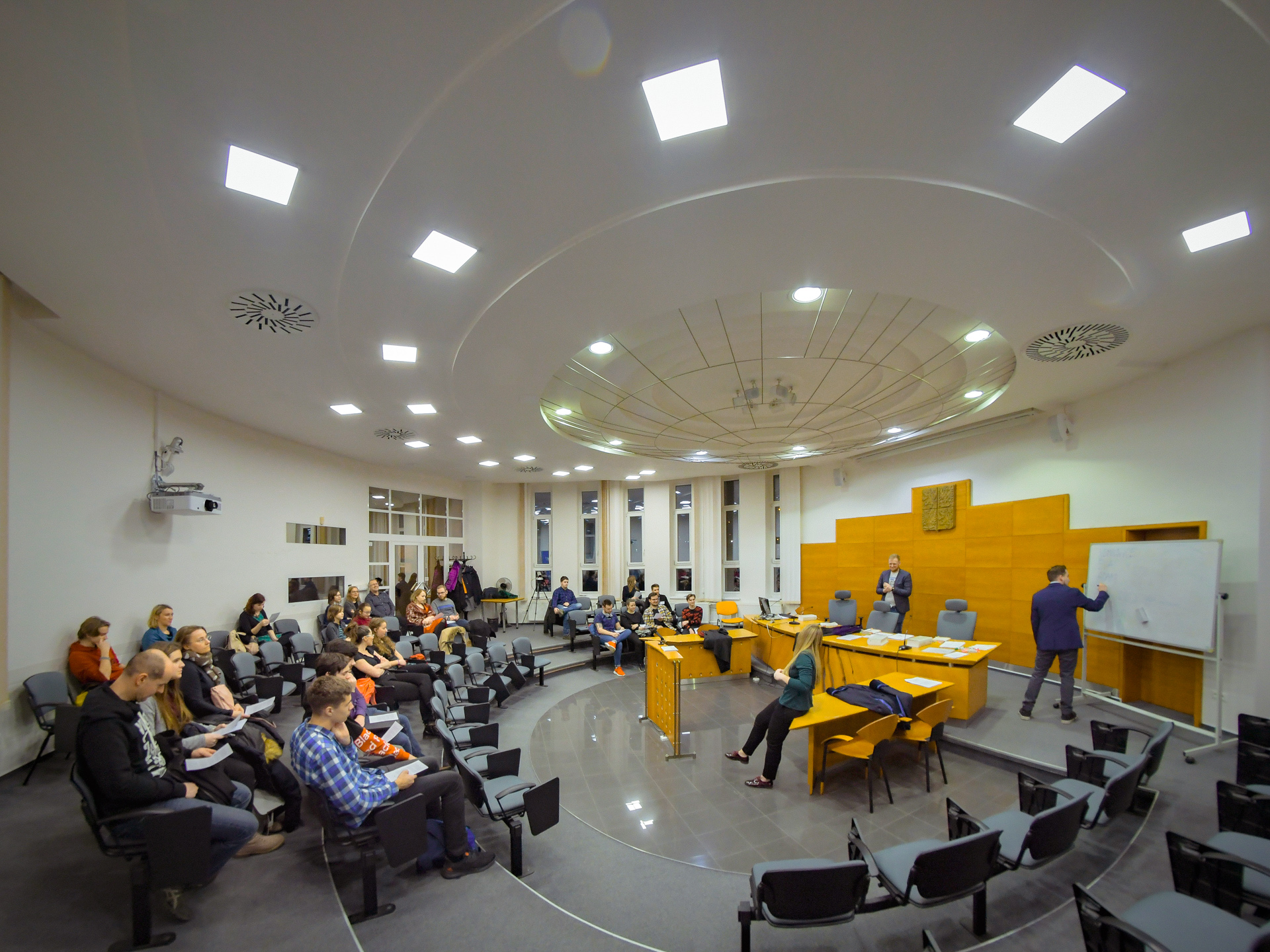
Soudní místnost fakulty

Fakulta disponuje celkem 8 katedrami, 1 institutem, 1 ústavem a 5 výzkumnými skupinami:
- Katedra teorie práva a právních dějin
- Katedra soukromého práva a civilního procesu
- Katedra mezinárodního a evropského práva
- Katedra ústavního práva
- Katedra trestního práva
- Katedra správního práva a finančního práva
- Katedra politologie a společenských věd
- Katedra klinického právního vzdělávání a rozvoje profesních dovedností
- Institut pro právo a pokročilé technologie (od 1. 4. 2025)
- Ústav jazykové přípravy
- Centrum pro mezinárodní humanitární a operační právo (CIHOL)
- Centrum práva duševního vlastnictví
- Centrum pro soutěžní právo
- Jean Monnet Centre of Excellence in EU Law
- Centrum pro řešení konfliktů a mediaci

## Právní kliniky

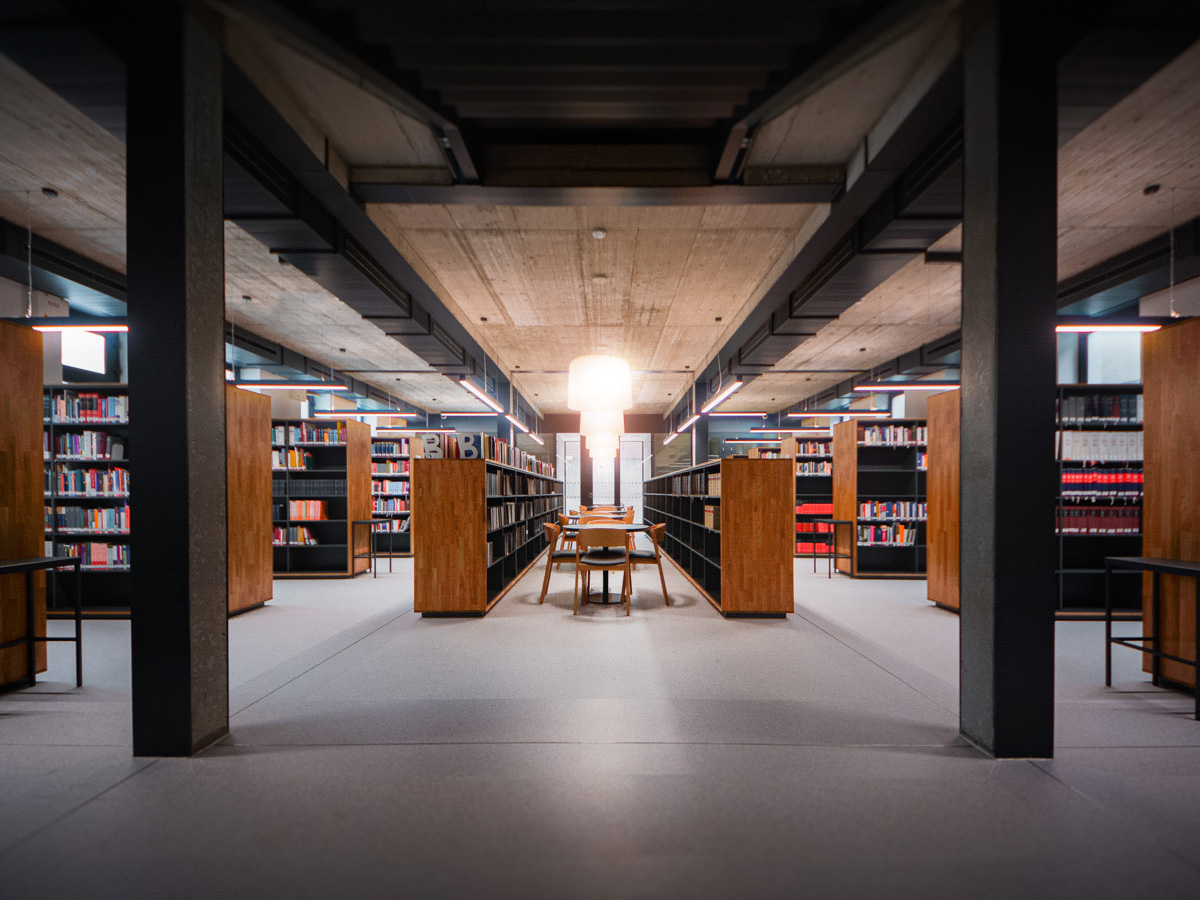
Knihovna je pojmenovaná po dr. Miladě Horákové, popravené komunisty v roce 1950.

Právní kliniky poskytují bezplatnou právní pomoc klientům z řad široké veřejnosti. Studenti mají možnost pod odborným dohledem pracovat s opravdovými případy, díky čemuž se prohlubují jejich znalosti a mohou kriticky hodnotit povahu právní profese. Hlavní důraz je kladen na překonání propasti mezi law in books (právem v knihách) a law in action (právem v akci). Studenti si osvojí souhru právní doktríny, pracovních postupů, realizaci interakce s klienty, stejně jako etický, sociální, ekonomický a politický význam právního zastoupení.
První právní klinika Právnické fakulty Univerzity Palackého v Olomouci byla založena v roce 1996 a je tak nejstarší ve střední Evropě. V roce 2006 byl běh klinik zastřešen nově ustanoveným Centrem pro klinické právní vzdělávání.
Kromě předmětu Kurz právnických dovedností, který je povinný, jsou všechny ostatní kliniky volitelné. Zatímco Studentská právní poradna je live-client („opravdový klient“) klinikou, ostatní kliniky jsou hybridní (kombinující jak vyučování teorie, tak i řešení případů opravdových klientů). Zvláštní pozornost je v rámci klinik věnována oblasti profesní etiky a odpovědnosti.

### Studentská právní poradna
V rámci Studentské právní poradny (SPP) studenti řeší reálné případy klientů, kteří vyhledají pomoc SPP, a mohou tedy prakticky využít vědomosti nabyté v teoretických předmětech. Je organizována do sekcí (např. občanské právo, rodinné právo, pracovní právo, atp.), což jsou skupiny do nejvýše 10 studentů, přičemž každá sekce má svého garanta, tedy pedagoga PF UP odborně dohlížejícího na práci studentů.
Studenti mají v průběhu semestru služby na recepci kanceláře SPP nacházející se přímo na fakultě. Během služby na recepci přijímají klienty, kteří vyhledají pomoc SPP, vedou s nimi úvodní pohovor a na jeho základě poté zakládají spis. Spis si následně přebere garant, který dohlíží na řešení případu konkrétními studenty. Po schválení garantem poskytnou studenti právní pomoc ve formě ústní konzultace i písemné rady. Klient si pak vždy sám určuje postup ve věci, studenti jej nezastupují před soudy či jinými orgány a nikdy nejednají jeho jménem.
Poradna je otevřena v průběhu studijních semestrů, tedy přibližně od počátku října do počátku prosince a od počátku března do počátku května. Studentská právní poradna neposkytuje právní poradenství v oblasti korporátního práva, restitučního práva a v trestním právu ve věcech, které vyžadují zastoupení právním zástupcem. Studentská právní poradna nepřijímá klienty, jimž již právní pomoc poskytuje jiný subjekt.

### Hybridní kliniky
Hybridní kliniky kombinují jak teoretické vyučování (zejména v oblastech, které nejsou dostatečně detailně vyučovány v rámci teoretických předmětů, např. cizinecké a azylové právo, nebo v oblastech procházejících častými novelizacemi, např. právo sociálního zabezpečení), obvykle následované simulacemi s cílem utužit nabyté znalosti, a jsou korunovány poskytnutím právní pomoci reálným klientům.
Zásadním prvkem hybridních klinik je spolupráce s neziskovými organizacemi: studentská právní poradna by nemohla zajistit dostatečnou rozmanitost případů v často velmi specializovaných oblastech, ve kterých navíc vyučující fakulty mohou postrádat potřebné praktické zkušenosti. Dále například studenti Kliniky cizineckého a uprchlického práva mají díky spolupráci s neziskovou organizací přístup ke klientům v jinak nepřístupných uprchlických táborech.

### Právo pro každý den (street law)
Právo pro každý den je klinika zaměřená na street law, tedy diseminaci právních znalostí mezi laiky. Je rozdělena na část znalostní a dovednostní. Ve znalostní části dochází k zopakování již nabytých znalostí z různých oblastí práva ve snaze lépe pochopit jejich vzájemné souvislosti. Dovednostní část se soustředí na rozvinutí prezentačních a komunikačních dovedností. Studenti se musí naučit, jak vysvětlit komplikovaný právní problém laikovi tak, aby mu porozuměl. V praktické části pak studenti realizují výukový blok na vybraných středních školách, kde vyučují žáky s cílem naučit je efektivně řešit každodenní problémy právního charakteru. Vedle sociální dimenze je hlavním cílem naučit studenty dovednosti prezentace a argumentace a komunikační základy pro efektivní sdělování odborných informací.

## Samospráva

### Seznam děkanů obnovené fakulty

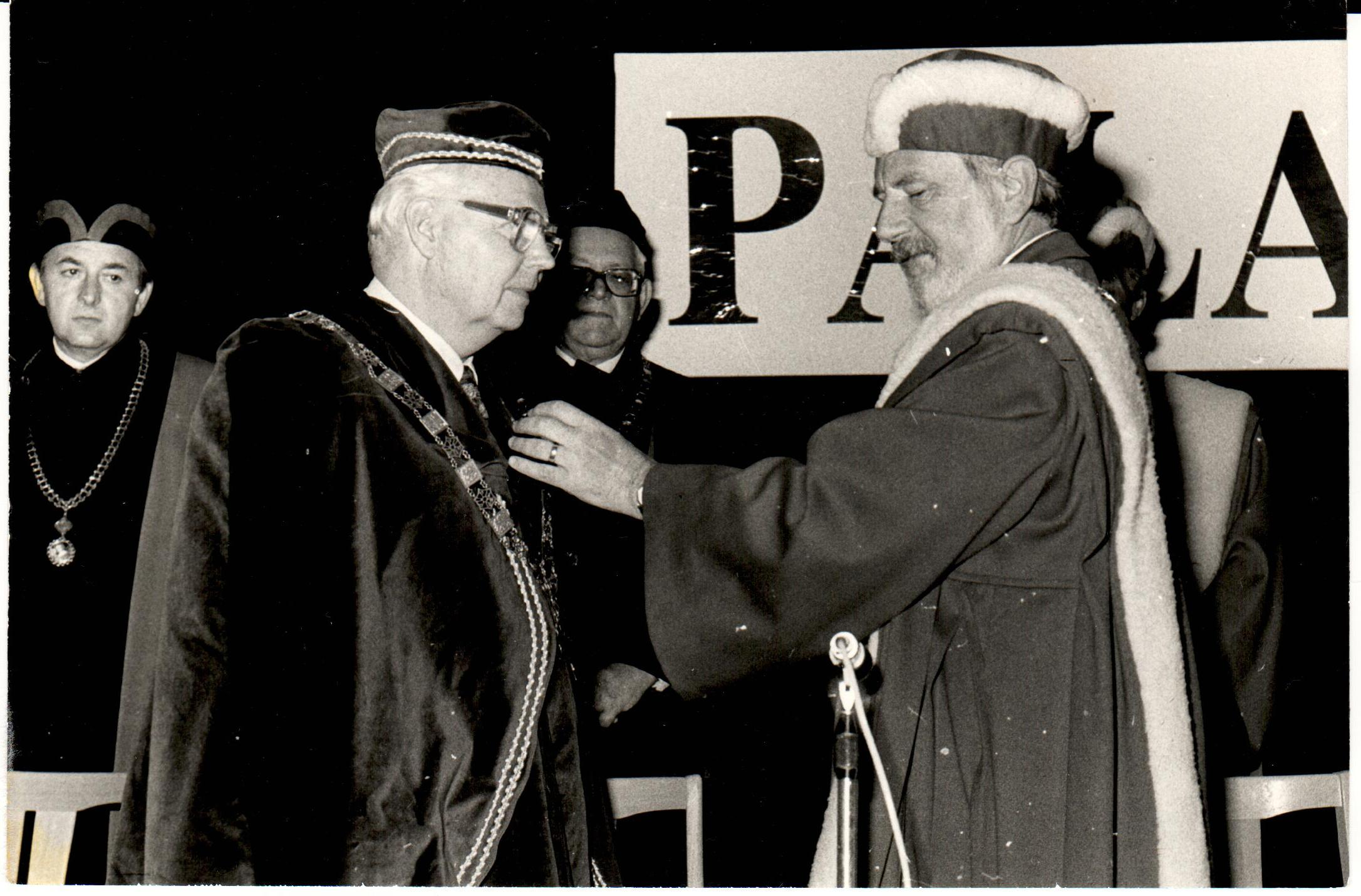
Prvním děkanem obnovené PF UP byl Miroslav Liberda vlevo). Na snímku inaugurován rektorem Josefem Jařabem.

- 1992–1998: doc. JUDr. Miroslav Liberda (zemřel 7. ledna 1998 ve výkonu funkce)
- 1998–2001: doc. Ing. Jiří Blažek, CSc. (1. března 1998 pověřen vedením fakulty, 4. května 1998 zvolen děkanem)
- 2001–2007: JUDr. Mag. iur. Michal Malacka, Ph.D., MBA
- 2008–2016: prof. JUDr. Milana Hrušáková, CSc. (dvě období)
- 2016–2020: JUDr. Zdenka Papoušková, Ph.D.
- od 2020: doc. JUDr. Václav Stehlík, LL.M. Ph.D.

### Vedení fakulty (od roku 2020)
- doc. JUDr. Václav Stehlík, LL.M. Ph.D. – děkan
- JUDr. Martin Faix, Ph.D., MJI – proděkan pro zahraniční záležitosti a cizojazyčné studijní programy, statutární zástupce děkana
- JUDr. Ondrej Hamuľák, Ph.D. – proděkan pro vědu a výzkum
- doc. JUDr. Michael Kohajda, Ph.D. – proděkan pro doktorské studium, kvalifikační řízení a finance
- JUDr. Renáta Šínová, Ph.D. – proděkanka pro komunikaci, vnější vztahy a konferenční činnost
- JUDr. Maxim Tomoszek, Ph.D. – proděkan pro bakalářské a magisterské studijní programy
- doc. JUDr. Blanka Vítová, Ph.D., LL.M. – proděkanka pro vědu a výzkum
- doc. JUDr. Michal Bartoň, Ph.D. – předseda Akademického senátu PF UP
- Ing. Bc. Petr Bačík, Ph.D. – tajemník fakulty

## Fotogalerie

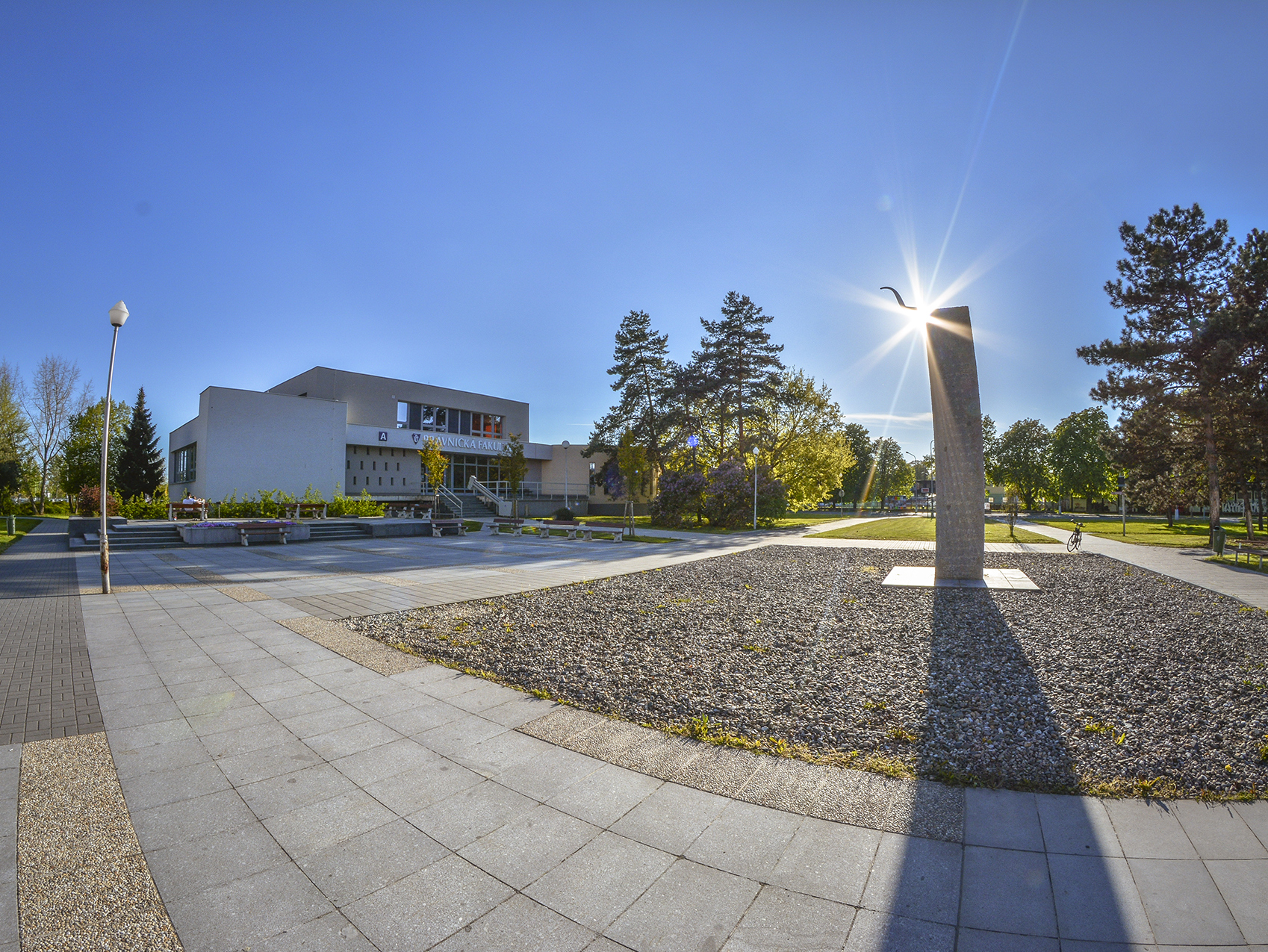
Budova A
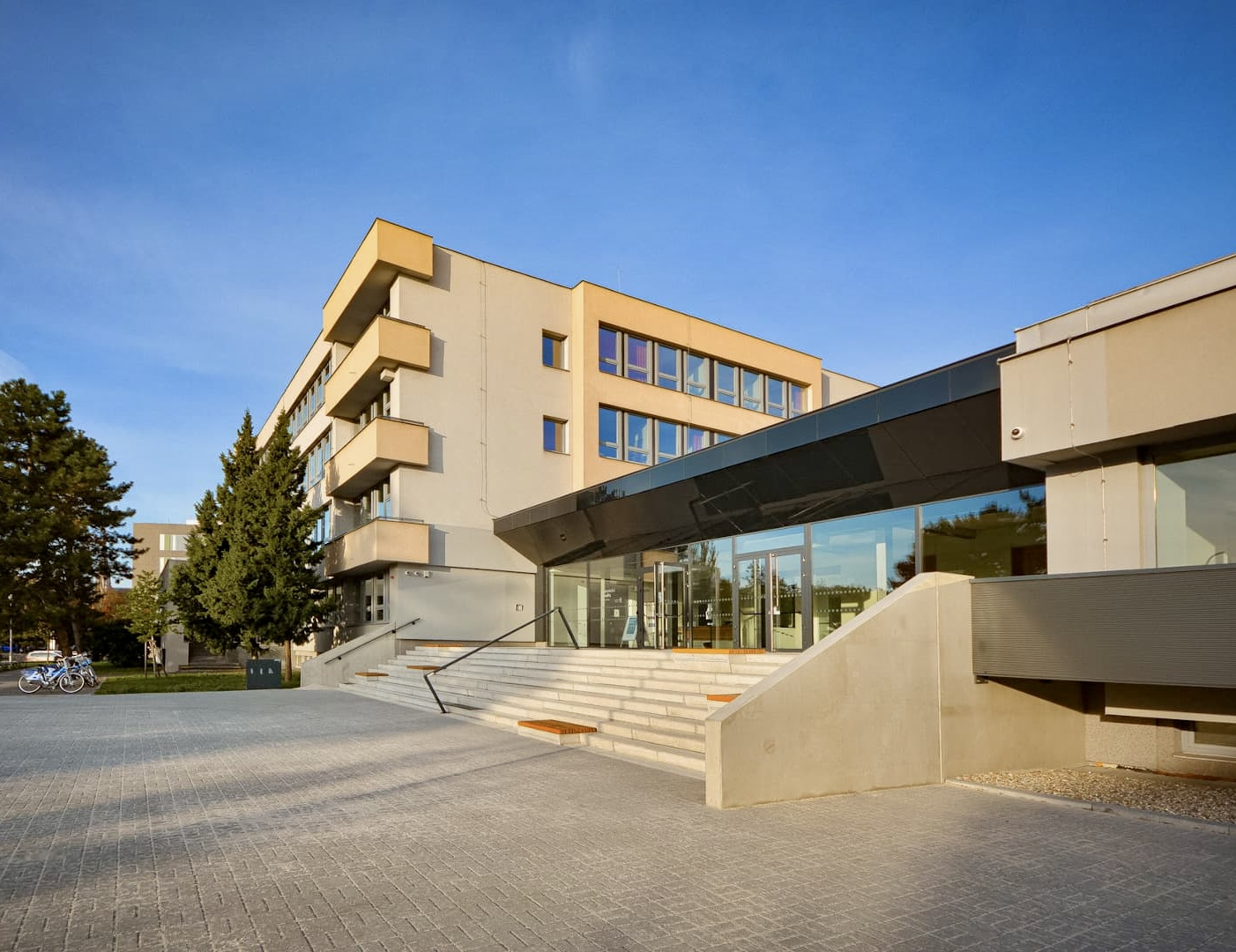
Budova B
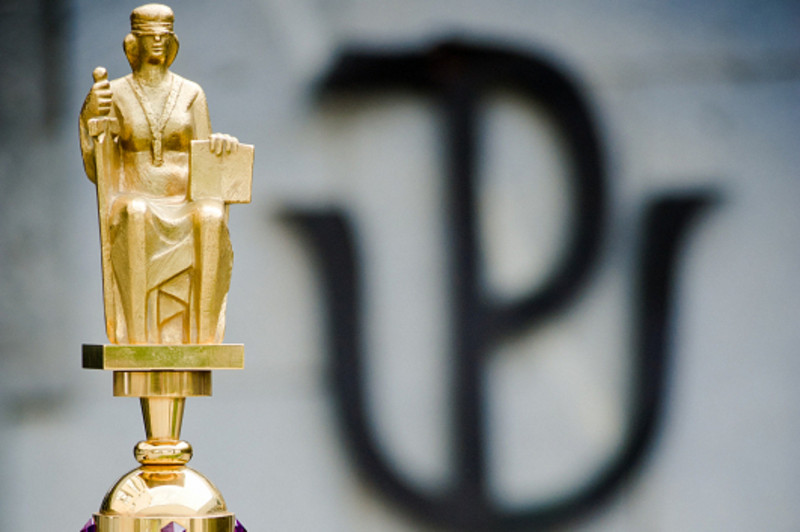
Žezlo
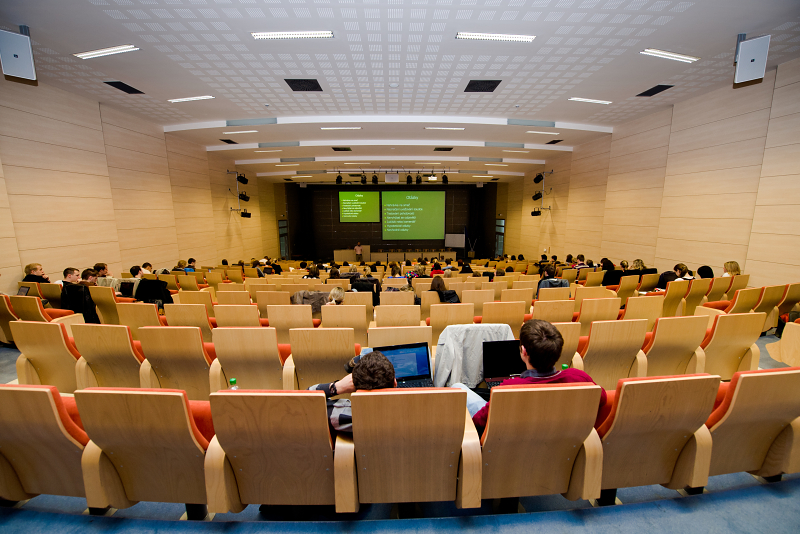
Aula
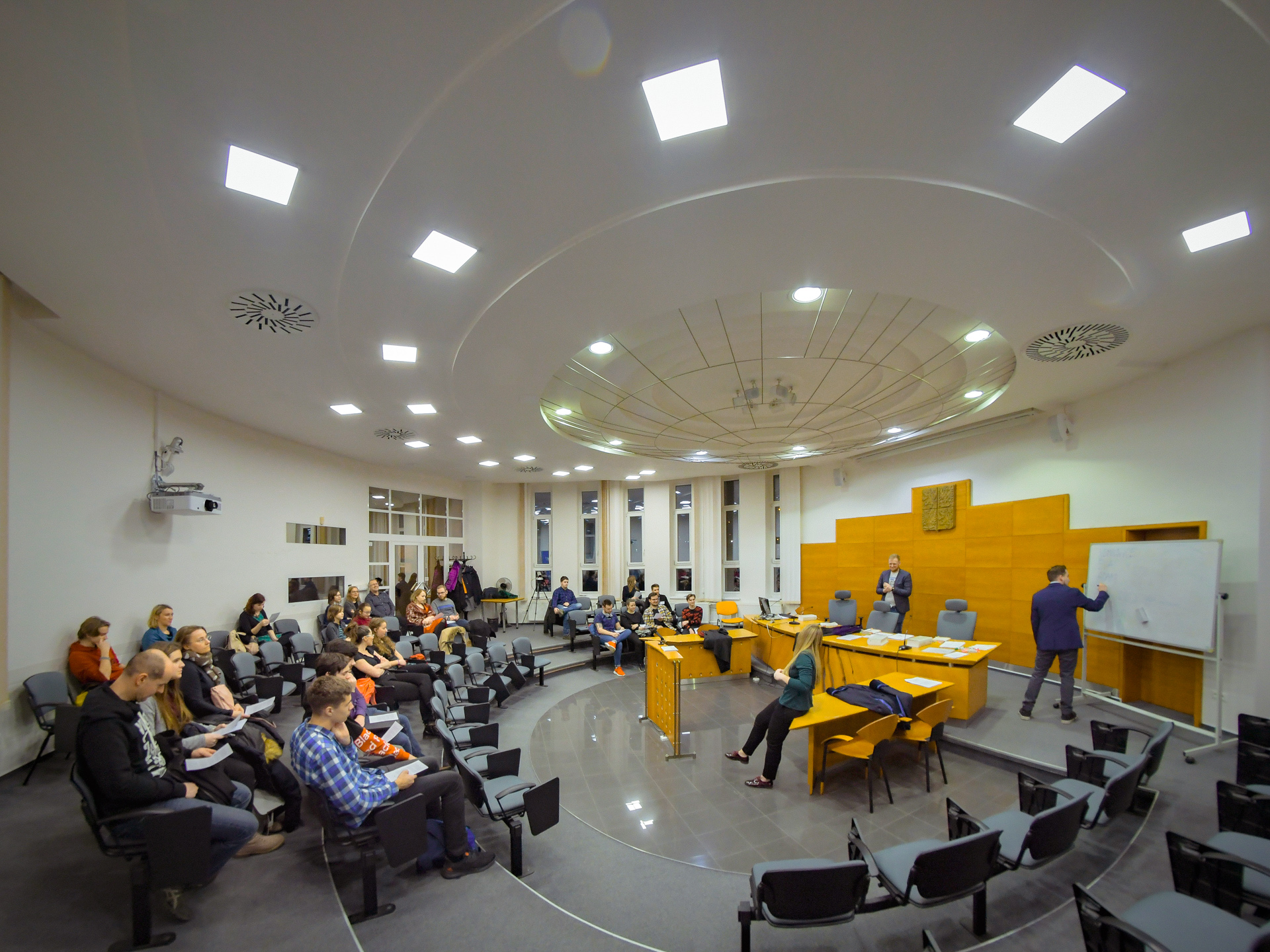
Simulovaná soudní síň
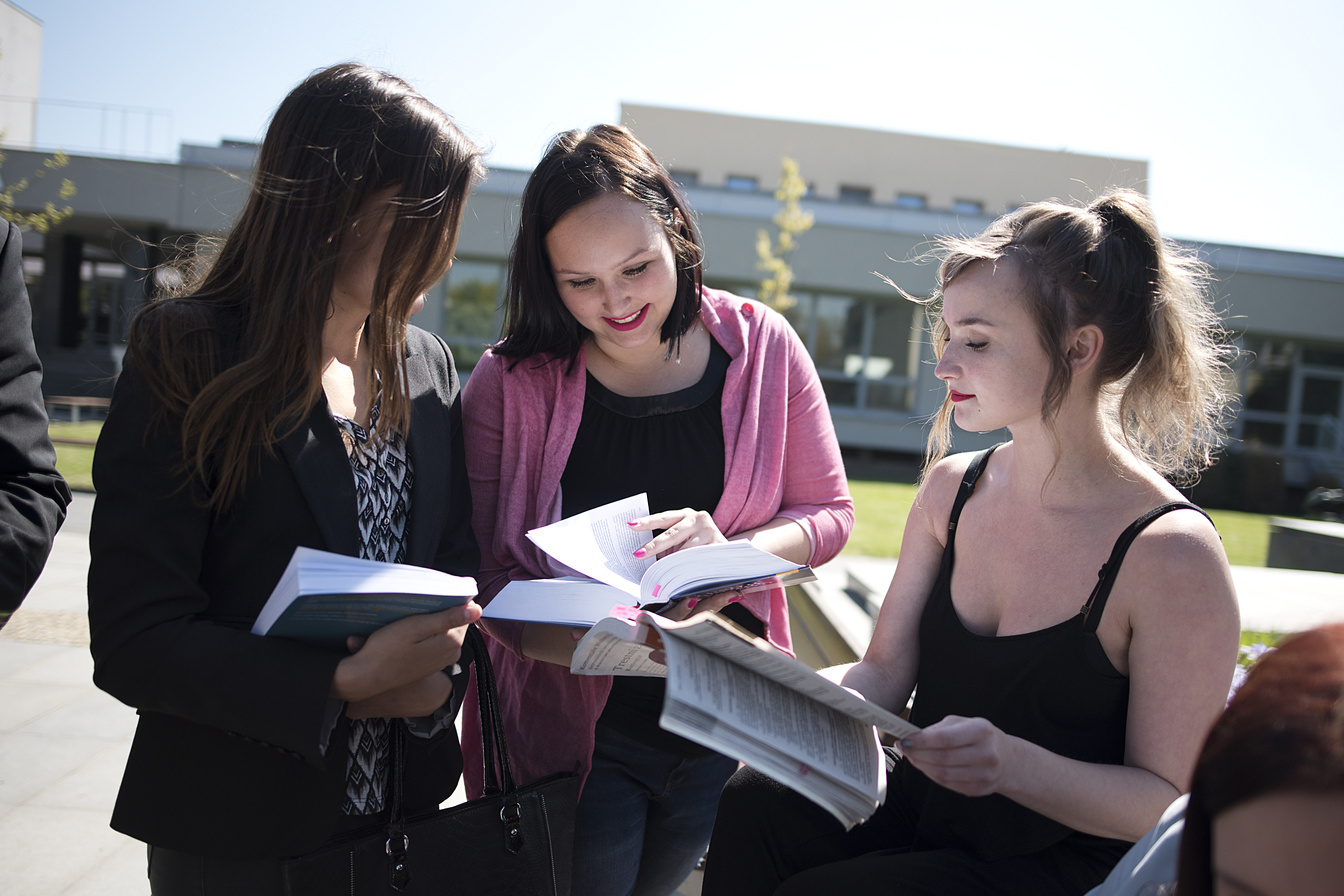
Studenti
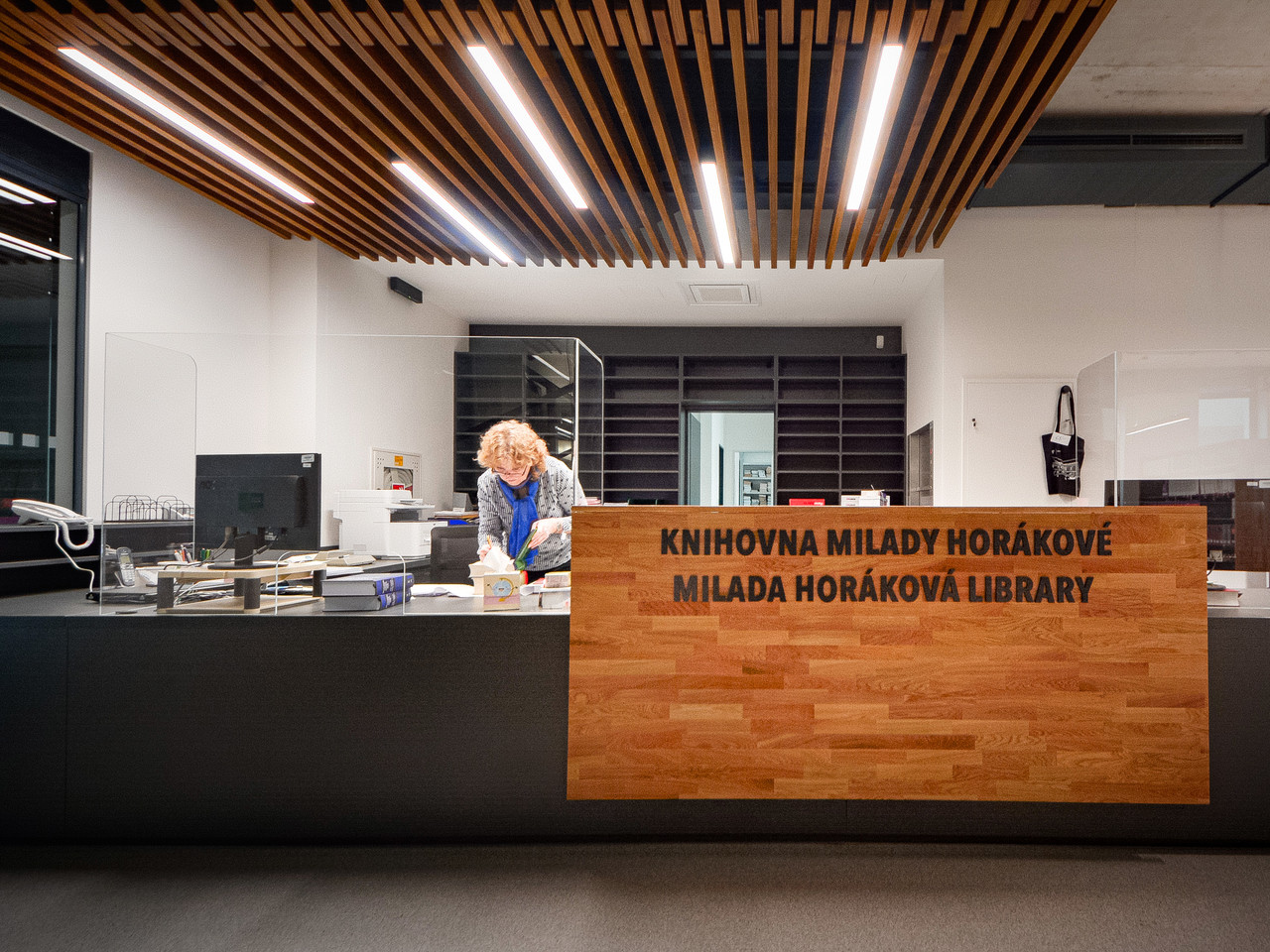
Knihovna Milady Horákové
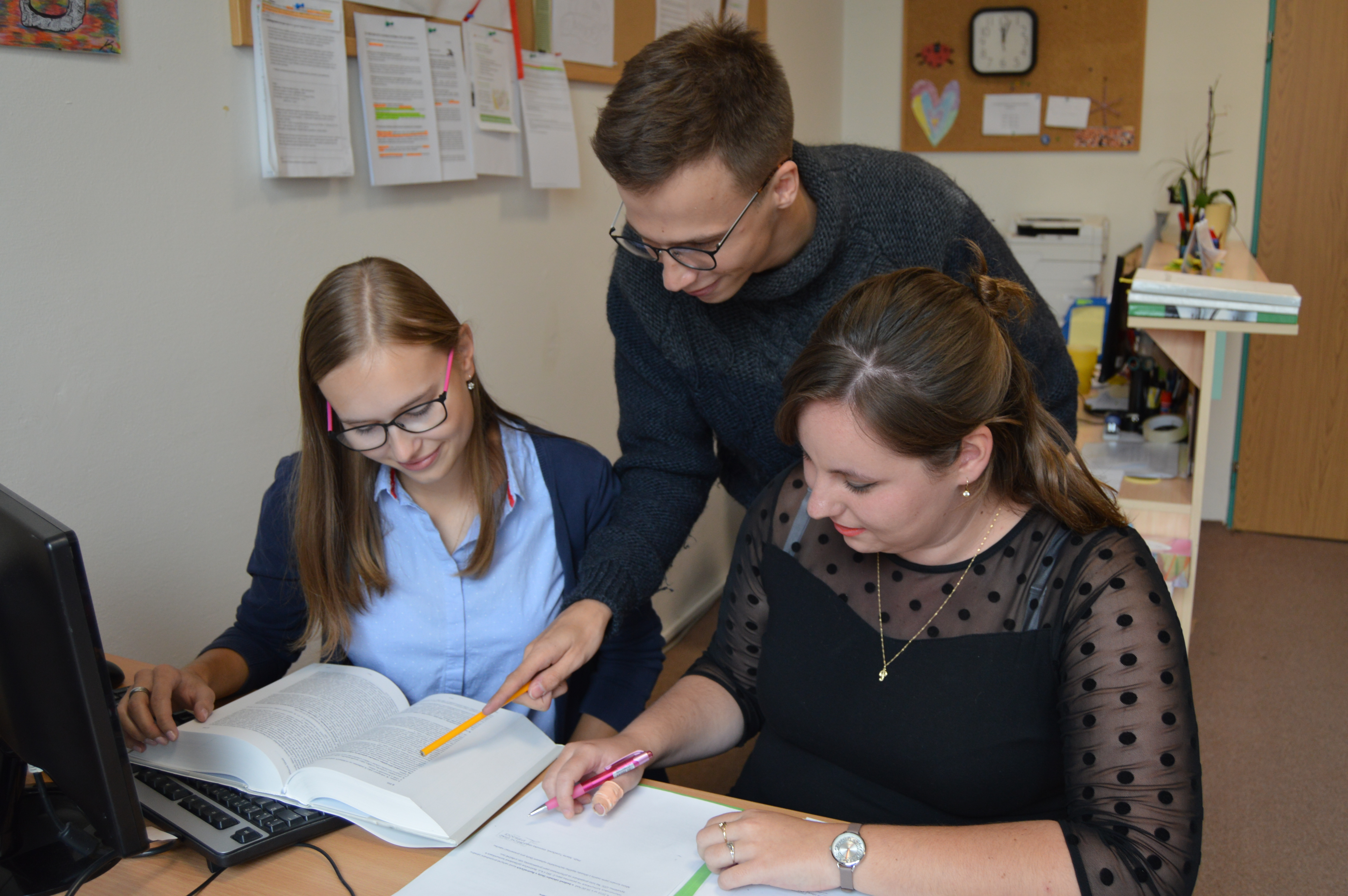
Studentská právní poradna
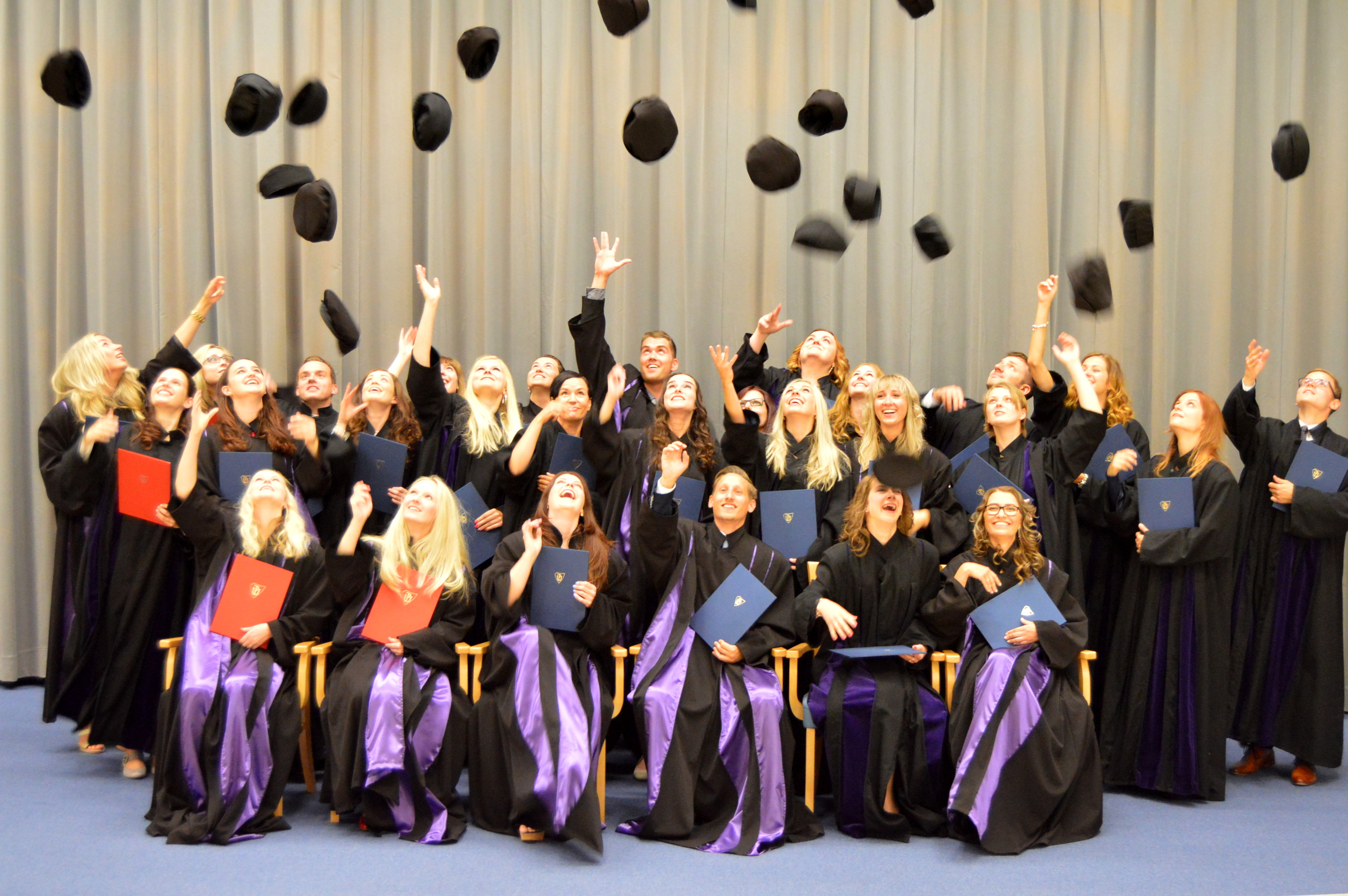
Promoce
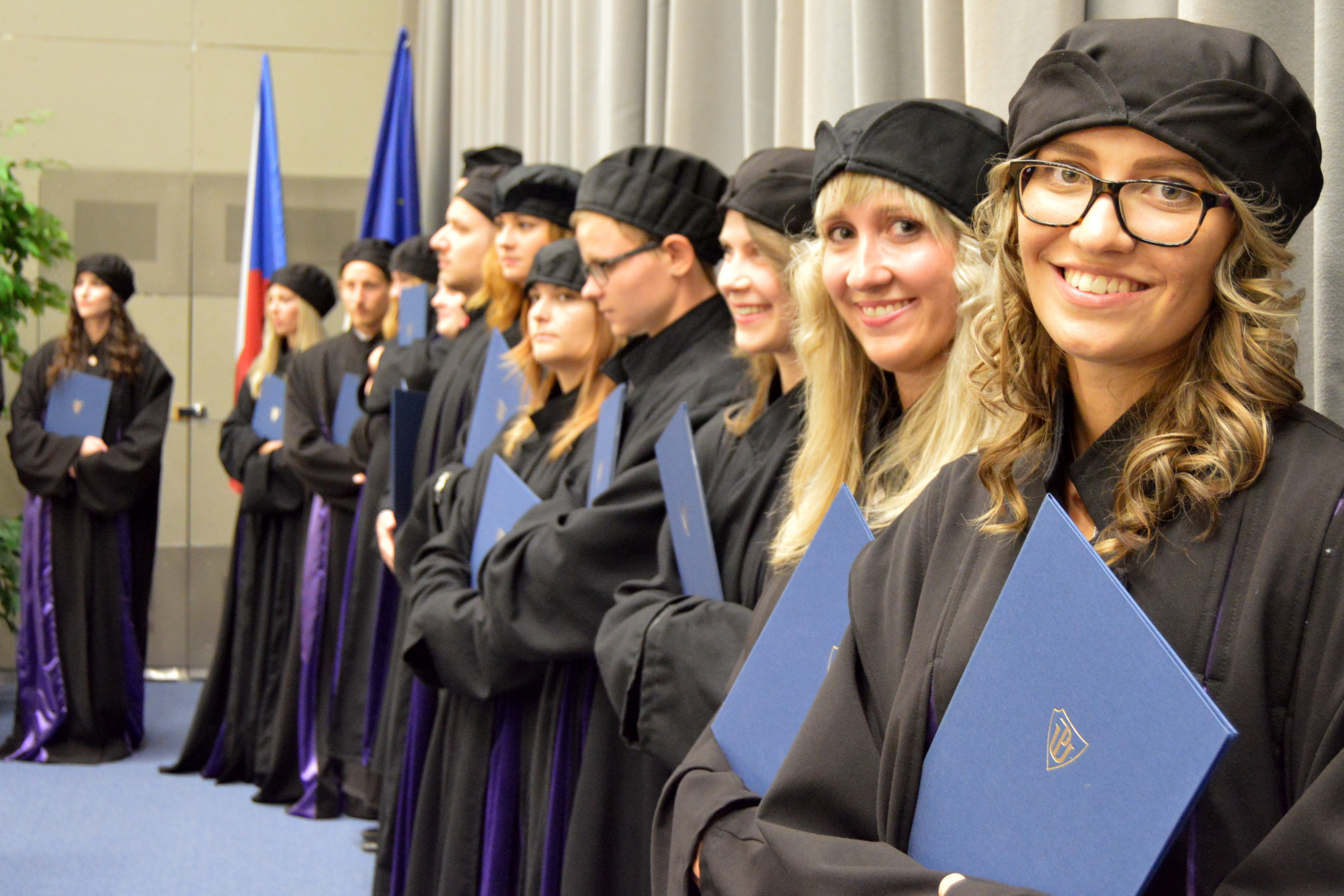
Promoce